# ظ
La ẓāʾ o ḏ̣āʾ (en árabe ﻇﺎء, ẓāʾ [ðˤaːʔ]) es la decimoséptima letra del alfabeto árabe. Representa un sonido fricativo, alveolar, sonoro y velarizado, /ðˁ/ o /zˁ/. En la numeración abyad tiene generalmente el valor de 900, aunque en el Magreb suele tener el de 800.

## Transliteración
Debido a que no está presente su sonido en francés, castellano ni inglés, la transliteración más común de palabras con este sonido suele ser 6'. Sobre todo en medios semiformales, debido al parecido entre la forma de la letra (ظ) con 6'. Transliterandose por ejemplo  «6'ahir», (en árabe ظاهر) que significa "aparente" en idioma árabe.

## Historia
Es una de las seis letras del alfabeto árabe que se añadió a las 22 heredadas del alfabeto fenicio (las otras son ṯāʾ, jāʾ, ḏāl, ḍād y ġayn) y es, en esencia, una variante de la ṭāʾ.

## Uso

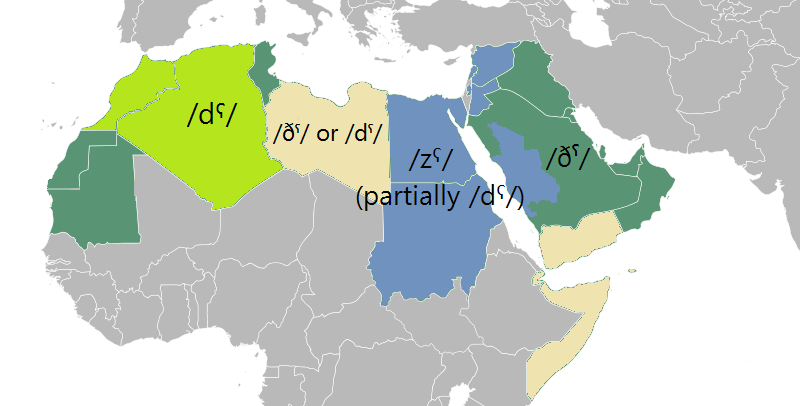
Diferencias de pronunciación en los diferentes dialectos del árabe